# Gonatozygon
Gonatozygon, rod parožina iz porodice Gonatozygaceae, dio reda Desmidiales. Postoji jedanaest taksonomski priznatih vrsta; tipična je slatkovodna alga G. monotaenium, rasprostranjena po svim kontinentima

## Vrste
1. Gonatozygon aculeatum W.N.Hastings
2. Gonatozygon bourellyanum Compère
3. Gonatozygon brebissonii De Bary
4. Gonatozygon chadefaudii Bourrelly
5. Gonatozygon dicranoaculeatum Thomasson
6. Gonatozygon kinahanii (W.Archer) Rabenhorst
7. Gonatozygon leiodermum W.B.Turner
8. Gonatozygon leiodermum W.B.Turner
9. Gonatozygon monotaenium De Bary - tipična
10. Gonatozygon pilosum Wolle
11. Gonatozygon sudanense Grönblad & A.M.Scott
12. Gonatozygon tenuissimum Playfair